# Weliczko Czołakow
Weliczko Czołakow (bułg. Величко Чолаков, ur. 12 stycznia 1982, zm. 20 sierpnia 2017) – bułgarski sztangista. Brązowy medalista olimpijski z Aten.
Zawody w 2004 były jego jedynymi igrzyskami olimpijskimi. Zajął trzecie miejsce w rywalizacji w najwyższej wadze, powyżej 105 kilogramów. Ponadto był srebrnym medalistą mistrzostw świata w 2002. Na mistrzostwach Europy triumfował w 2004, był drugi w 2006. Pobił jeden oficjalny rekord świata. W 2008 został zdyskwalifikowany na cztery lata za stosowanie środków dopingujących. W 2012 miał reprezentować Azerbejdżan na igrzyskach, wycofał się z przyczyn zdrowotnych.